# Tokoyama

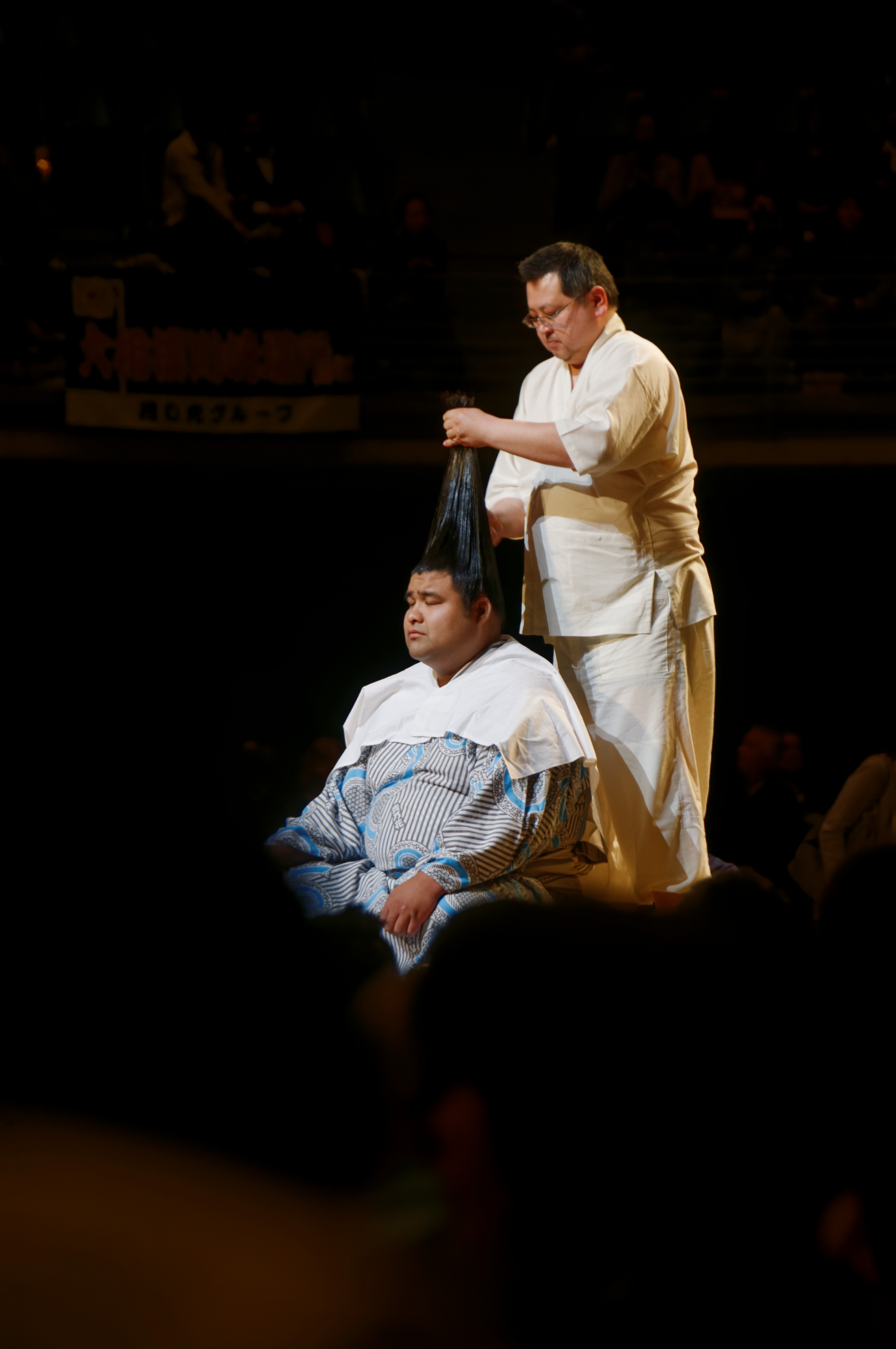
Un tokoyama peinando al luchador de sumo profesional Takayasu.

Un tokoyama (床山?)  es un peluquero tradicional japonés especializado en las artes teatrales (kabuki y bunraku) y sumo profesional. El oficio de tokoyama es el resultado de una lenta evolución de los barberos tradicionales japoneses del período Edo, algunos de los cuales comenzaron gradualmente a especializarse en peinados de actores, títeres y rikishi. La palabra tokoyama utiliza un carácter japonés que significa «piso», porque en el período Edo los barberos tenían sus tiendas en simples pisos elevados.
Tokoyama utilizan una variedad de técnicas y herramientas tradicionales, principalmente peines, púas e hilos, para peinar el cabello después de engrasarlo. Aunque los tokoyama mantienen el uso de técnicas heredadas del período Edo, cada vez resulta más difícil mantener una práctica tradicional con la progresiva desaparición de los artesanos que producían los aceites y las herramientas necesarias para la peluquería tradicional.
Tokoyama mantienen relaciones estrechas con aquellos a quienes arreglan el cabello, a menudo asignados al servicio particular de un pequeño grupo de personas. En kabuki, esta relación lleva a los tokoyama a elegir una especialización que les llevará a seguir únicamente a actores dedicados a un estilo particular de actuación. En bunraku, los peluqueros toman las decisiones de las mayordomos que eligen los peinados. En el sumo, los tokoyama se consideran elementos esenciales del deporte y ayudan a mantener su apariencia tradicional.

## Teatro tradicional

### Kabuki

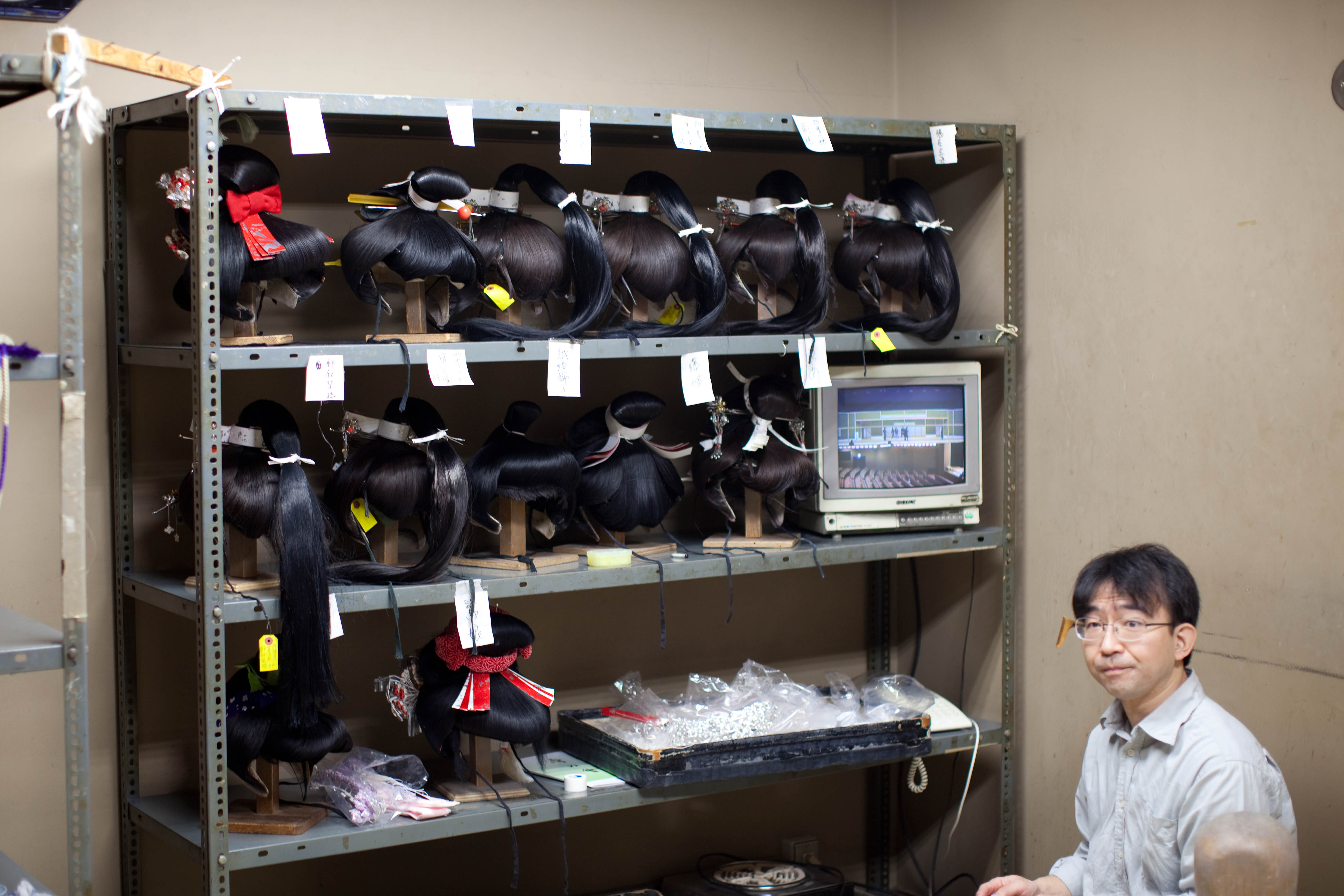
Un tokoyama de kabuki con varias pelucas entre bastidores en un teatro tradicional.

En kabuki, el peinado, y más concretamente la peluca, es un elemento importante del arte, ya que ningún actor aparece en escena sin uno. Los artesanos que peinan el cabello de los actores se llaman tokoyama. No son responsables de crear las pelucas (que es responsabilidad de los fabricantes de pelucas, llamados katsuraya), sino de ajustarlas y terminarlas antes de que los actores suban al escenario. Los tokoyama de kabuki son los únicos que se dividen en grupos llamados sangai tokoyama (三階床山?  tdl. ‘tokoyama de tercer piso’)  y nikai tokoyama (二階床山?  tdl. ‘tokoyama de segundo piso’). Estos nombres se inspiraron en los suelos del Kabuki-za sobre los que los tokoyama trabajan sus pelucas. Con cada grupo de tokoyama viene una especialización, y los tokoyama del 'segundo piso' se especializan en peinar el cabello de actores que interpretan papeles femeninos, mientras que los del 'tercer piso' se especializan en peinar personajes masculinos. Los casos en los que un tokoyama no se especializa son raros, pero existen. Los tokoyama de kabuki están asignados a actores específicos a tiempo completo.

### Bunraku
En bunraku, los títeres están peinados como actores reales. El teatro de marionetas Bunraku está organizado en dos gremios. Uno, el Bunraku Kyokai, agrupa a los artistas (intérpretes shamisen, titiriteros y narradores), mientras que el otro, el Teatro Nacional Bunraku, agrupa a las profesiones de apoyo (mayordomos de vestuario y de cabezas de muñecas). Tokoyama pertenecen a esta última organización. A diferencia del kabuki, los tokoyama en bunraku son responsables tanto de crear la peluca como de peinarla. En bunraku, el tokoyama recibe instrucciones del kashirawari-iin, un administrador del teatro que selecciona cabezas de títeres entre unas 400 opciones, para mostrar diferencias sutiles en lo que expresan los personajes. Una vez elegida la peluca, el tokoyama es responsable de diseñarla para que combine con la marioneta. Hay alrededor de 120 peinados diferentes, alrededor de 80 para hombres y 40 para mujeres.

## Sumo

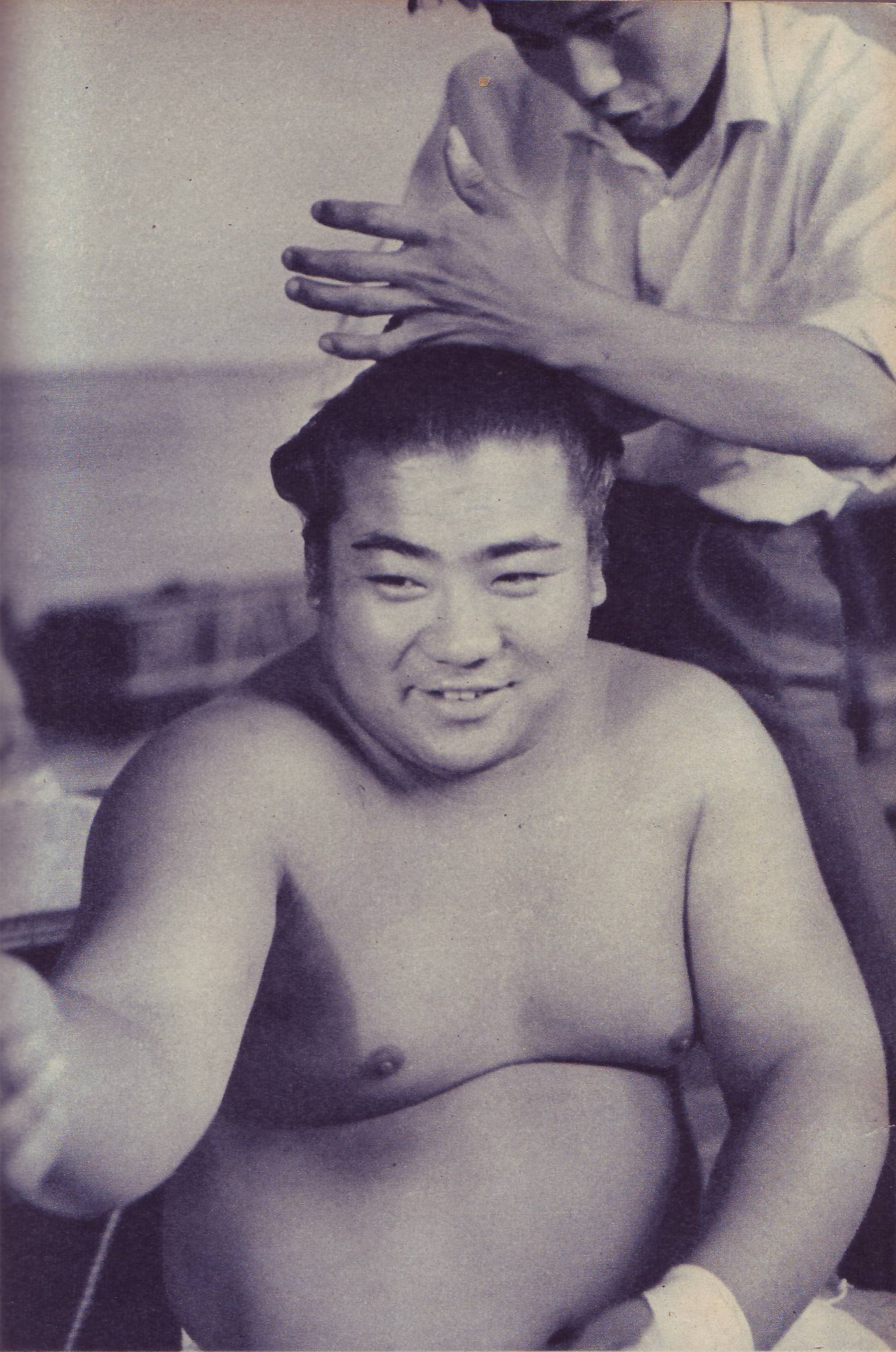
El ex-sekiwake Fusanishiki siendo peinado en 1961.

En el sumo profesional, la Asociación Japonesa de Sumo emplea a los tokoyama para cortar y preparar el cabello de los luchadores, que luego se peina al estilo chonmage. Históricamente, los luchadores iban a las barberías públicas para arreglarse el pelo. Sin embargo, durante la era Meiji, los barberos tradicionales desaparecieron gradualmente a medida que los peinados occidentales se pusieron de moda. Para seguir peinando el cabello de los luchadores que habían mantenido la tradición de llevar el moño chonmage, se tomaron prestados tokoyama durante un tiempo de los teatros kabuki para servir a los luchadores durante los torneos. Con el tiempo, tokoyama se convirtió en una parte integral del sumo profesional y comenzó a entrenar específicamente para peinar el cabello de los luchadores.
Hoy en día, la Asociación de Sumo emplea los tokoyama y los clasifica según su experiencia y capacidad. Hay alrededor de 50 tokoyama empleados por la Asociación de Sumo en todo momento. Los aprendices son reclutados alrededor de los 15 años, y están adscritos a un establo de sumo, al igual que otro personal como gyōji (árbitro) o yobidashi (manitas). Los establos que no tienen su propio tokoyama pueden confiar en peluqueros de otros establos que pertenecen al mismo ichimon (clan) para peinar a sus luchadores. Cada tokoyama aprende su oficio de un miembro superior del personal. Deben formarse durante al menos siete años antes de que se les considere capaces de trabajar por sí solos. Sólo los tokoyama de mayor rango tienen derecho a preparar el ōichonmage, más ornamentado, el moño en forma de hoja de ginkgo biloba que los luchadores clasificados como sekitori usan en sus combates y en otras ocasiones formales. Por lo general, esto sólo ocurre después de diez años de experiencia.
Los Tokoyama se dividen en un sistema jerárquico que no sigue los nombres de las divisiones de sumo, a diferencia del gyōji y yobidashi. Los principiantes comienzan en quinta clase ( gotō?) y son promovidos según sus años de servicio y habilidades hasta llegar a primera clase ( ittō?). Los tokoyama no se consideran artesanos calificados (shikakusha) hasta que sean promovidos al rango de second class ( nitō?). Cuando ascienden a segunda clase, tokoyama reciben un salario más alto y una bonificación durante los torneos. Cuando han alcanzado la primera clase y han demostrado una habilidad excepcional, los tokoyama pueden ascender a tokutō, o un tokoyama de 'clase especial'. El ascenso a este rango tiene requisitos muy estrictos y el tokoyama debe haber servido durante unos 45 años y haber demostrado «excelentes talentos». Normalmente hay un máximo de dos tokoyama en este rango, aunque en 2019 coexistieron tres tokoyama de clase especial (Tokohachi, Tokomatsu y Tokoyodo). Los tokoyama de clase especial son los únicos a los que se les permite estilar el moño de un yokozuna, el luchador de sumo del más alto rango. Los Tokoyama están sujetos a jubilación obligatoria a la edad de 65 años.
En el sumo profesional, tokoyama trabajan bajo un seudónimo que siempre comienza con el kanji de «suelo» o «cama» (床, pronunciado toko) en sus nombres. El resto del nombre del tokoyama suele derivarse de un kanji de su nombre personal o de un kanji tomado prestado del establo al que pertenece.
Los peinados de los luchadores son tan importantes en la cultura del sumo que la profesión tokoyama es muy valorada, y algunos exluchadores emplean a sus propios peluqueros con su propio dinero, como Taihō. Algunos luchadores crean estrechos vínculos con su peluquero, como el ex yokozuna Hakuhō, cuyo cabello fue peinado durante toda su carrera por el mismo tokoyama, ex-tokoyama de clase especial Tokohachi. La importancia de tokoyama se extiende también a la fundación de nuevos establos, cuya apertura puede verse en entredicho si no pueden conseguir un peluquero.

## Peinar el corte de pelo
Dependiendo del entorno en el que trabajan, tokoyama puede utilizar herramientas estrictamente tradicionales, mientras que otros tienen más libertad y también utilizan herramientas modernas. Independientemente de su entorno profesional, todos los tokoyama utilizan un ungüento especial llamado binzuke (también escrito bintsuke), famoso por su solidez, lo que lo hace ideal para peinados elaborados. En el sumo, los tokoyama sólo utilizan binzuke producido por una empresa en Edogawa, Tokio. En bunraku, tokoyama puede aprovechar al máximo las herramientas modernas de peluquería, como lacas y secadores de pelo. Sin embargo, no se puede utilizar aceite en los sombreros de los títeres, ya que las cabezas de los títeres, hechas de ciprés, perderían adherencia cuando se aplicaran pigmentos de color durante la restauración.
Tanto en sumo como en kabuki, los tokoyama utilizan dos tipos de aceite (llamados sukiyu y chuneri) producidos específicamente para la fabricación de pelucas. Sumo tokoyama utiliza un ungüento sukiyu elaborado tradicionalmente con colza, cera japonesa y fragancia de vainilla. Este ungüento tiene un aroma distintivo asociado con el sumo profesional.
El sumo profesional y el kabuki tokoyama utilizan peines y púas de varios tamaños. Los peines especiales hechos a mano se llaman kushi. Generalmente, estas herramientas se fabricaban en la Prefectura de Kioto, aunque parece que la última empresa en fabricarlas tiene ahora su sede en Nagoya. Cada tipo de peine está fabricado con un tipo de madera diferente. Primero se utiliza un peine araigushi en el cabello, seguido de un sukigushi para extender el ungüento y darle brillo al cabello. Se utiliza un soroigushi para arreglar el cabello cuando todo está listo. Un maekaki se usa sólo para hacer el estilo ōichō de moño, donde luego el cabello se extiende usando una púa de metal llamada magebo. En el sumo, también es común que tokoyama le crezca una miniatura para facilitar el peinado.
Sin embargo, a partir de la década de 2020, resulta cada vez más difícil obtener las herramientas y bálsamos tradicionales utilizados para peinar los cortes de pelo, ya que los artesanos que los producen se están jubilando gradualmente sin reemplazo. Es el caso, en particular, de los hilos de papel (llamados motoyui) utilizados para atar el pelo de los luchadores de sumo y de las pelucas de los actores de kabuki, fabricados por un solo artesano en Iida, Nagano hasta que se vio obligado a cerrar su negocio en 2020, cuando todas las actividades que requerían sus hilos (sumo, kabuki, jidaikegi) cesaron debido al COVID-19. Sin embargo, en los últimos años, algunos artesanos se han hecho cargo de las actividades de fabricación tradicionales y ahora dos artesanos continúan produciendo motoyui. El ungüento para la cabeza de los luchadores también escasea: cada vez hay menos empresas capaces de fabricarlo, debido sobre todo a las dificultades de contratación y a la falta de un mercado con suficiente demanda, y las empresas familiares existentes no pueden continuar sus actividades después de que los actuales directivos se jubilen.

#### Teatro tradicional
- Adachi, Barbara C. (1985). Backstage at Bunraku : a behind-the-scenes look at Japan's traditional puppet theatre. Nueva York: Weatherhill. ISBN 978-0834801998.
- Gunji, Masakatsu (1985). Kabuki. Kodansha International. ISBN 0870117327.
- Halford, Aubrey S.; Halford, Giovanna M. (1956). The kabuki handbook. Charles E. Tuttle Co. ISBN 9780804803328.
- Leiter, Samuel L. (2006). Historical dictionary of Japanese traditional theatre. Scarecrow Press. ISBN 0810855275.

#### Sumo
- Buckingham, Dorothea M. (1994). The Essential Guide to Sumo. Bess Press. ISBN 1880188805.
- Cuyler, Patricia Lee (1979). Sumo: From rite to sport. Nueva York: Weatherhill. ISBN 9780834801455.
- Hall, Mina (1997). The Big Book of Sumo: History, Practice, Ritual, Fight. Stone Bridge Press. ISBN 978-1-880656-28-0.
- Kakuma, Tsutomu (1993). Sumo watching. Yohan Publications. ISBN 4896842367.
- Kenrick, Douglas M. (1969). The Book of Sumo: Sport, Spectacle, and Ritual. Nueva York: Weatherhill. ISBN 083480039X.
- Schilling, Mark (1994). Sumo: a fan's guide. Japan Times. ISBN 4789007251.